# Rombicosidodecaedro giroide bidisminuido
En geometría, el rombicosidodecaedro giroide bidisminuido es uno de los sólidos de Johnson (J82).
Los 92 sólidos de Johnson fueron nombrados y descritos por Norman Johnson en 1966.